# IIHF U20 Challenge Cup of Asia 2012
IIHF U20 Challenge Cup of Asia 2012 byl první asijský U20 turnaj v ledním hokeji, který navázal na dva ročníky universitních turnajů. Konal se od 27. května do 1. června 2012 v Soulu v Jižní Koreji. Turnaje se zúčastnilo pět družstev, která hrála jednokolově každé s každým v hale Mokdong pro 5000 diváků. Vítězství si připsali výběr Mládežnické hokejové ligy zastupující juniory Ruska, před juniory Japonska a juniory domácí Jižní Koreje.

## Výsledky
|    |               | MHL Red Stars | Japonsko | Jižní Korea | Čína | Tchaj-wan | V | VP | PP | P | VG | OG | B  |
| 1. | MHL Red Stars | ***           | 7:0      | 6:0         | 15:0 | 29:0      | 4 | 0  | 0  | 0 | 57 | 0  | 12 |
| 2. | Japonsko      | 0:7           | ***      | 8:7         | 11:1 | 26:0      | 2 | 1  | 0  | 1 | 45 | 15 | 8  |
| 3. | Jižní Korea   | 0:6           | 7:8      | ***         | 7:1  | 10:1      | 2 | 0  | 1  | 1 | 24 | 16 | 7  |
| 4. | Čína          | 0:15          | 1:11     | 1:7         | ***  | 5:2       | 1 | 0  | 0  | 3 | 7  | 35 | 3  |
| 5. | Tchaj-wan     | 0:29          | 0:26     | 1:10        | 2:5  | ***       | 0 | 0  | 0  | 4 | 3  | 70 | 0  |